# Megalobulimus grandis
Megalobulimus grandis és una espècie de gastròpode eupulmonat terrestre de la família Strophocheilidae que es troba al Brasil.